# پریش سابینه (لوئیزیانا)
زابینه پریش (به انگلیسی: Sabine Parish) یک قصبه در ایالات متحده آمریکا است که در لوئیزیانا واقع شده‌است.

## خصوصیات
زابینه پریش ۲٬۶۲۱٫۰۸ کیلومترمربع مساحت دارد.